# Mosgiel
Mosgiel är en förort till Dunedin på Sydön på Nya Zeeland, ca 15 km sydväst från Dunedins centrum. Fram till 1989 var Mosgiel en stad, men inkorporerades detta år i Dunedin. Befolkningen uppgick 2001 till 8727 personer. På en bergssida längs motorvägen utanför Mosgiel har man satt upp stora bokstäver som bildar stadens namn.